# C'ero una volta. Le molte vite di Antonino Belnome il calciatore padrino
 C'ero una volta. Le molte vite di Antonino Belnome il calciatore padrino  è un romanzo del 2025 scritto da Cristiano Barbarossa e Fulvio Benelli, edito da Fandango.
Il libro è il racconto in prima persona delle molte vite di Antonino Belnome, prima calciatore professionista, poi padrino di ‘ndrangheta e infine uno dei più attendibili collaboratori di giustizia sulla 'Ndrangheta.

## Trama
Passato un anno dalla pubblicazione del loro romanzo Crimine infinito i due autori vengono chiamati al telefono: a parlare è un uomo che dice di voler raccontare tutto quello che ha visto e ha fatto. Dice di conoscere la ‘ndrangheta nel suo profondo. Poi, alla richiesta dei due interlocutori su chi fosse dall’altra parte della linea, risponde: “Sono Andrea Delvento”. Quello che ascoltano è per loro un nome molto familiare: è il nome che hanno inventato nel loro romanzo per la figura del padrino calciatore Antonino Belnome, nato in Lombardia ma di origini calabresi, bomber del Società Sportiva Teramo Calcio e del Catania Football Club, dapprima divenuto sicario, poi padrino e infine pentito, uno dei più importanti e attendibili testimoni di 'Ndrangheta che ci sono oggi in Italia. Belnome decide di raccontare tutto, descrivendo ogni dinamica del sistema criminale: i rapporti tra la Calabria e la Lombardia, i rapporti con i settori deviati dello Stato, le esecuzioni, l’attività estorsiva, i bancari, il ruolo delle donne, i preti, i soldi, i codici d’onore, la politica e la violenza. Descrivendo tutto: circostanze, dinamiche e facendo soprattutto i nomi. Ne nasce un’intervista durata due giorni che ha portato alla scrittura di questo romanzo. 

## Accoglienza
In una sua recensione su Il Foglio (quotidiano) Mauro Berruto, ha definito il romanzo “una storia incredibile, ricostruita con ammaliante capacità di dettaglio da due autori che hanno il talento narrativo e il coraggio che serve per esplorare il mondo delle cosche (…) Un libro che è un flusso di coscienza, nel senso più letterale del termine, e racconta le tre vite di Belnome "
Su Il Blog di Beppe Grillo, il libro è stato così definito: “Un libro-verità che si legge come un noir, dove ogni pagina è corroborata da atti processuali, intercettazioni e riscontri investigativi. "

## Personaggi
Il personaggio principale, che narra in prima persona, è Antonino Belnome, prima bomber della Società Sportiva Teramo Calcio e del Catania Football Club, poi padrino di ‘ndrangheta ed infine uno dei più importanti collaboratori di giustizia. All’interno del libro viene raccontato il suo sodalizio con i massimi esponenti della ‘ndrangheta lombarda, laziale e calabrese, nel periodo della sua ascesa criminale, per poi passare al suo rapporto di collaborazione con Ilda Boccassini, Nicola Gratteri, Alessandra Dolci, oltre ai suoi incontri durante il periodo da sportivo professionista con Lothar Matthäus, Michael Schumacher, Angelo Massimino, Moreno Torricelli, Gianni Di Marzio ed altri. 